# 学園アリス
『学園アリス』（がくえんアリス）は、樋口橘による日本の少女漫画作品、およびそれを原作とするアニメ作品、ゲーム作品。『花とゆめ』（白泉社）にて2002年19号から2013年14号まで連載された。2004年10月から2005年5月までテレビアニメが放送された。2013年5月時点でコミックス累計発行部数は700万部を記録している。

## あらすじ
小さな田舎町で育った蜜柑と蛍は大の親友。しかし蛍は突然『アリス学園』に転校することになってしまった。蛍が転校したのは、潰れそうだった田舎の学校に学園からもらったお金を寄付して救い、蜜柑を悲しませないため。さらに生徒たちの噂では、アリス学園は一度入学すると卒業するまで学園外には出られないという。それを知った蜜柑は、転校していった蛍を追いかけ単身東京へ向かい、天賦の才能＝『アリス』を持つ者のみが通える究極の一芸入学の学校・アリス学園に辿り着いた。
学園教師の鳴海によってアリスの才能を見出された蜜柑はそのまま学園に入学するが、入ったクラスは学級崩壊状態。初等部B組のボスで、危険人物として恐れられる棗からは反感を持たれ、さらに学園外との接触は全て断たれるという苦難の日々が続く。しかし持ち前の明るさと根性、そして蛍を始めとする友人たちの協力で、蜜柑は次第に周囲の雰囲気を明るく変えてゆき、棗のために心を閉ざしていた流架や、反感を持たれていた棗からも信頼を得た。
学園の暗部や出生の秘密に翻弄され、芽生え始めた恋心に戸惑いつつも、学園生活を送る蜜柑だったが、最終的にアリスを完全に失って退学になり、アリス学園でのことや学園の友人たちの事を忘れてしまう。
しかし、蜜柑の退学後も、ルカや棗は蜜柑のことを探し続けていた。やがて棗と再会した蜜柑は、闇アリスストーンで棗に渡していた自身のアリスストーンのおかげで記憶を取り戻した。
その後、蜜柑と棗は結ばれ、ラストでは結婚式の様子と二人の子供の写真が描かれている。　

## 登場人物

### 主要な登場人物
佐倉蜜柑（さくら みかん）
声 - 植田佳奈
主人公。初等部B組→退学→高等部2年。10歳→17歳。5月生まれ。何日に産まれたかは不明（おじいちゃんに引き取られた日は1月1日）。O型。身長138cm→149cm。体重33kg→39kg。京都府出身で、関西弁を話す。高等部校長の姪。
特別能力系。アリスストーンの色は蜜柑色。星階級はナッシング（星無し）→シングル（星1つ）。
使用するアリスは『無効化』で、他者のアリスを打ち消す。発動にはムラがあるが、フェロモン系のアリスには常時無効化が発動している様子。
後に、アリスを結晶化して出し入れができる『盗み』と『入れる』アリスを持つことが判明。
両親がアリスであり、前者は父・行平泉水、後者は母・安積柚香からの遺伝。
髪型は主にツインテール（本人曰く結んでいないと落ち着かない）。髪の色は母親と同じだが母の柚香とは違い、父の泉水に似て若干髪質はクセ毛気味。
顔は母親似だが性格や行動は父親似。
直接の描写はないが、蛍に「美少女は一緒にいると得」と言われたり、ある事件をきっかけに成長した際には、先輩に口説かれたりと中々の容姿の持ち主の模様。
天真爛漫な性格で『めげへん』『くじけへん』をモットーとしている他、じーちゃんの教えを常に忘れず律儀に守っている。
泣き虫でドジな一面もあり、常に自分より他人のことを考えて無茶をすることもしばしば。後半では鋭い一面を見せるようにもなった。
同じく関西弁を話す速水に親近感を抱いている。
ドM。愛読書は『MとNの肖像』（作者の過去作品）。
最初は互いに敵対していたパートナーである棗のことを、彼の持つ過去や誰にも見せていない一面を知るにつれて彼が気になる存在となり、現在は恋心を抱いている。棗も彼女に対して恋愛感情を抱いており現在両想い。過去編で棗のアリスの形を知って以来、最近無理しがちな棗の体調を心配している。
「昔ある事件を起こした関係者と同じ能力」ということで学園から危険視されている。
初等部校長による蜜柑の危険能力系移動のためのでっち上げにより一時捕まったが、棗によって助けられる。過去へ逃亡し、のだっちのタイムトリップのアリスで両親の過去を知る旅に出る。高等部校長から柚香が実の母親だと知らされ、一緒に外の世界へ脱出することを提案されるが、「Z」事件の因縁から彼女を拒絶してしまう。だが、過去の旅の中で、柚香の人柄と自分への愛情を知り、初めて「お母さん」と呼ぶ。現代に戻り、柚香と共に学園脱出を決意する。柚香からテレポートで送ってもらったアリスストーンを仲間達の身体の中に入れ、逃走。高等部で、棗と柚香と再会。高等部の扉の前に辿り着くが、扉が突然爆発し、巻き込まれた柚香を、棗の持つ「治癒アリスストーン」を体内に入れて助けようとするが、その甲斐なく目の前で亡くなってしまった。
志貴が初等部校長に4つの条件を出し、それを初等部校長が一時拒否した故に、学園の生徒が危険に晒されることとなるが、蜜柑が志貴を説得した。
初等部校長が蜜柑の引き渡しを断固拒否し、それ以外の志貴が出した条件は全て飲むという条件を出し、蜜柑はその条件を受け入れ、学園を守るために初等部校長の管理下に置かれる。
学園本部にて軟禁されていたが、クリスマスの夜に志貴のはからいで棗と一時的に再会でき、お互いの想いが通じ合った。
最終章で、のばらの危篤状態を知り迷宮塔から脱走、封印していた盗みのアリスを使いのばらを助ける。その後、ペルソナとともに本部を逃走していたが、度重なるアリスの使用でついにアリスを失ってしまう。アリスを失ったために記憶操作を施されて退学となった。
5年後、「アリス狩り」に囲まれたところを棗たちに救われる。棗に、蜜柑自身が作ったアリス石のかけらを体内に戻され、学園での記憶の一部を取り戻した。「準アリス」として生きる道を選び、再び、学園に籍を置き、行方不明になった蛍を探す旅に出た。
人気投票では総合2位で、女性キャラでは1位と人気が高い。
今井蛍（いまい ほたる）　
声 - 釘宮理恵 / 2004『花とゆめ』9 - 12号応募者全員サービス 激ラブ花ゆめプレミアムDVD・花とゆめ2004☆ハッピードラマCD：沢城みゆき
蜜柑の親友。初等部B組。10歳→12歳。10月25日生まれ。蠍座。AB型。身長139cm→148cm。体重33kg→38kg。
技術系。アリスストーンの色は水色と紫。星階級はダブル（星2つ、編入時）→トリプル（星3つ、クラス代表時）→シングル（星1つ、蜜柑をかばった罰）→トリプル（星3つ、現在）。
使用するアリスは『発明』で、構造に関係なくアイデアをメカに宿らせることができる。
非常に珍しく実用性も高いアリスのため、世界中の企業や富豪に注目されており、ファンやスポンサーが多数いる。
ただし、能力をまだ制御しきれていないため、本人の気分や好みによってメカの性能に差が出る。
家族にアリスがいる場合は同じ傾向の能力を持つことが多いが、兄・昴とは全く異なっている能力。
見た目はかなりの美少女だが、毒舌で守銭奴で面倒臭がりで大食らい。毒舌は蜜柑に対しても容赦がない。
一方で友人や家族を思う気持ちは強く、蜜柑の窮地には文句を言いつつ手助けすることが多い。
特にカニ、カニみそ、イクラ、エビ、ハマグリなどの魚介類が大好物でパーティーの時はひたすら何か食べている。
その絆の深さは鳴海が怪しむほど深い。棗と流架が蜜柑のことを好きなのを知っていて、見守って（面白がって）いる。しかし彼女と彼らの進展を阻止したときもあったりなかったり。
兄・昴と似ているところが多く、好きな食べ物や性格などはそっくり。しかし学園内で出会うたびに壮絶なバトル（若干ギャグタッチ風味）を繰り広げている。しかし、のちに昴に何らかの事情（後述）があって家族と距離を置いていることを悟り、兄妹としての絆を深めた。
蜜柑の逃亡に手を貸したことにより、初等部校長が逃亡中の蜜柑をおびき出すため、前身となる話は出ていたが、今回の件で外国行きが決定、期限は無期限。しかし、捕まったところを颯に助けられ、蜜柑たちと合流。その後、事件は収束し、蜜柑以外のクラスメートと平和な日常を過ごしているが、蜜柑の安否を気にしている。蜜柑に「盗みのアリスストーン」を入れられている。昴が吸魂のアリスで操られているとき盗みのアリスで吸魂のアリスを盗った。
最終章で、のだっちのアリスで時空間へ避難、時空から蜜柑や棗たちの手助けをした。一度は命を落とした棗を助けるため、過去を変えたため、昴とともに過去や未来に飛ばされ続けている。二人の記憶は学園の生徒のほとんどから消去されている。
日向棗（ひゅうが なつめ）
声 - 朴璐美
蜜柑のパートナー。初等部B組→卒業。10歳→16歳。11月27日生まれ。射手座。B型。身長140cm→153cm。体重34.5kg→41kg。左利き。
潜在能力系→危険能力系。アリスストーンの色は赤。星階級は初等部で唯一の幹部生。
使用するアリスは『炎』で、火種がない場所でも炎をおこし、自在に操ることができる。
家族全員がアリスで、父と妹（後述の事件以降は非アリス）は棗と同じアリスを有しているが、母は記憶操作のアリスである。
使う度に命を削るタイプのアリスだが、能力の高さから危険な任務を片付ける『裏工作員』にされた。
普段は冷静で滅多なことでは感情を表に出さないが、一度怒るととても恐ろしい。
ドSでツンデレで、ムッツリスケベ。初期はほとんど笑顔を見せず、親友の流架以外には心を閉ざしていた。しかし蜜柑との出会いを経て、徐々に蜜柑やその友人に対して心を開いてゆく。蜜柑に会う以前は幹部生の地位にいることへの妬みから、上級生に苛めに近いことをされていた。仕事をするときは黒猫をモチーフとした「アリス完全制御面」を装着したまま任務をすることから、闇の世界では畏怖を込め「黒ネコ」と呼ばれている。1年前からアリスを使うと吐血したり、衰弱することがある。
学園にくる以前に『町を一夜にして火の海にした』ため『人殺し』と呼ばれることもあった。
実際に事件を起こしたのはアリスが暴走した妹・葵であり、彼女をかばっての嘘だった。
学園のスカウトを逃れるために転校を繰り返していたが、これをきっかけに学園に入ることになる。
蜜柑に恋心を抱いているが不器用な性格と複雑な内面を持つため、感情をうまく素直に表せず、行動以外の面は非常に分かりにくい。蜜柑も彼に対しては想いを寄せており、現在、相思相愛。また彼の場合は嫉妬深い面もあり、鳴海や翼や殿、ひいては親友の流架にさえ嫉妬したことがある。
初等部校長のでっち上げめいた謀略により蜜柑が危険能力系に入れられることを知って、颯に変装してそれを阻止し、公衆の面前で蜜柑に告白をした。そして彼女を含めた仲間と共に過去を知る旅へ、蜜柑たちと共に逃走。蜜柑に「念力のアリスストーン」を入れられている。
事件収束後、クリスマスに志貴のはからいで蜜柑と再会させてもらい、蜜柑と想いが通じ合った。
最終章で初校長を倒そうとしたときに一度は命を落としてしまったが、蛍の決死の行動で過去を変えられ、生き延びることができた。
高等部に進学後飛び級で学園を卒業し、蜜柑や蛍たちの行方を捜していたらしい。
現在は、蜜柑や、ルカと共に高等部2年生として平和な日々を過ごしている。
読者からの人気は非常に高く、過去2回行われた人気投票では両方とも1位。作者曰く「学アリの大黒柱」。
乃木流架（のぎ ルカ）
声 - 安田美和 / 2004『花とゆめ』9 - 12号応募者全員サービス 激ラブ花ゆめプレミアムDVD：皆川純子
初等部B組→卒業。10歳→16歳。3月16日生まれ。魚座。O型。身長140cm→154cm。体重35kg→42kg。
体質系。アリスストーンの色はクリーム。星階級はトリプル。しかし、実力ではなく棗の親友であることから与えられたため普段は隠している。
ニックネームはルカぴょん、ルーちゃん。大の仲良しの兎をいつも抱えている。ソフトM。
使用するアリスは『動物フェロモン』で、どんな動物とも心を通わせ言葉を解し、操ることが可能。
元々動物好きだが、アリス使用時にはさらに動物に対してデレデレになる。そのため、使用時を他人に見られるのを嫌がる。
蛍からはそこにつけこまれて使用時や他の恥ずかしい写真を撮られては脅迫や資金稼ぎ（動物によく売れている）のネタにされている。
日本人とフランス人のハーフで、実家は旧家。母に溺愛されており（母からは「ルっちゃん」と呼ばれている）、学園のスカウトや誘拐犯から守るための見張りに付きまとわれる窮屈な日々を過ごしていた。
自分がアリスであることに対してコンプレックスがあったが、棗との出会いにより変わっていく。
学園に入ってからは棗にあわせて心を閉ざしていたが、本来は優しい性格。
蜜柑の逃亡に手を貸し、自身も逃亡していたため見つかり次第厳重処分ということになっていたが、のだっちに助けられ蜜柑たちと合流。その後過去を知る旅へ同行。蜜柑達と共に逃走。蜜柑に「結界のアリスストーン」を入れられている。
蜜柑に恋心を抱き棗にライバル心を持っていたが、過去に逃亡した際に蜜柑の気持ちを知って身を引く。しかし、蜜柑が学園脱出を決意したことに耐えきれず、ついに彼女に告白してしまうが、その後は、棗のフォローをした。
蜜柑本人は気づいていなかったが、周囲はルカの蜜柑に対する恋心を知っており「ルカぴょんをあたたかく見守る会」や「ルカぴょんをちょっぴりつつく会」が発足した。
事件収束後、蜜柑以外のクラスメートたちと平穏な日々をすごすが、蛍同様、蜜柑の安否を気にしている。
初校長打倒後、再び蜜柑に告白し、再会を誓う。
高等部に進学してから棗とともに飛び級で学園を卒業し、蛍たちの行方を捜していた。蛍が自作のイヤホンに録音を託していたため、ルカの中には、かすかながらも蛍の記憶が残されていた。
現在は、蜜柑や棗と共に高等部2年生として平和な日々を過ごしている。

### 初等部
飛田裕（とびた ゆう）
声 - 大浦冬華
初等部B組委員長→高等部2年。11歳→16歳。6月14日生まれ。双子座。A型。身長138cm→150cm。体重32.5kg→40kg。博多出身。
潜在能力系。アリスストーンの色はエメラルドグリーン。星階級はトリプル→プリンシパル。
使用するアリスは『幻覚』で、自分のイメージしたものを他人に見せることができる。複数対象・遠距離でも使用可能。
困っている人を放っておけない性格で、強い信念を持ってクラスの平和を誰よりも考えている。真の意味でのクラスのまとめ役。成績優秀でアリスのパワーも優れており、優等生賞も取っている。奥行きがある侮れない性格だが、怖いものが苦手。蛍曰く、「バカ」（蜜柑と同じお人好し）。安積柚香に自分のアリスを盗まれたことがある。ある事件で魂が入れ替わった時、棗の姿になったときに棗の体に異変を感じ、心配している。
蜜柑に一目惚れをして密かに想いを寄せているが、基本的には彼女が幸せであれば良いという描写が目立つ。
家族仲が非常に良い。あだ名は「いいんちょー」。
新年のニューイヤーコンサートでの騒動で、のだっちのアリスで棗とルカを除く初等部の生徒たちとともに時空間へ避難している。
正田スミレ（しょうだ スミレ）
声 - 斎藤千和 / 2004『花とゆめ』9 - 12号応募者全員サービス 激ラブ花ゆめプレミアムDVD：水橋かおり
蜜柑のクラスメイト。初等部B組→高等部2年。11歳→16歳。5月31日生まれ。双子座。B型。身長140cm→149cm。体重36kg→40kg。
体質系。アリスストーンの色は赤。星階級はダブル→プリンシパル。
使用するアリスは『犬猫体質』で、嗅覚・直感力・走力が上昇する。
初登場の頃はアリスを持たない普通の人間を見下すような言動があったが、その反面アリスであることに強い誇りと責任感を持っており、言動にも筋が通っている。しかし、使用時にヒゲが生えて四脚歩行になる。自分のアリスを人前で使うことに多少ためらいがある。
蜜柑からは「（クルクル）パーマ」と呼ばれている。パーマというあだ名は3巻の棗がレオに誘拐される直前に蜜柑が言ったことから定着。
転入当初の蜜柑にキツく当たり、蜜柑を「星なし」に陥れるなど嫌がらせばかりしていたが、棗の誘拐事件をきっかけに以前よりは仲良くなった。
棗・流架ファンクラブの会長を務めるなど、結構ミーハーな面もあるが、棗と流架からはほとんど相手にされていない。13歳の姿になった陽一も気に入ったことから面食いのようである。中等部に技術系の兄（声：武内健）、通称わかめ頭がいる。将来はアリスを活かして、国家の捜査官や警察関係に勤めたいと思っている。
新年のニューイヤーコンサートでの騒動で、のだっちのアリスで棗とルカを除く初等部の生徒たちとともに時空間へ避難している。
蜜柑が学園を去る時、卒業式の時と同じように音楽を送った。
小笠原野乃子（おがさわら ののこ）
声 - 野中藍 / 2004『花とゆめ』9 - 12号応募者全員サービス 激ラブ花ゆめプレミアムDVD：松岡由貴
蜜柑のクラスメイト。初等部B組→高等部1年。9歳→15歳。9月26日生まれ。天秤座。A型。身長152cm。体重40kg。
技術系。アリスストーンの色はピンク。星階級はシングル。
使用するアリスは『不思議な薬』で、様々な作用を持つ薬を調合できる。
蜜柑の転校初日に不穏な空気の中で真っ先に声をかけたり、ドッジボールでも仲間になったりと思いやりがあってほのぼのした優しい性格。岬先生が好き。アンナの親友。
実はお金持ち。
梅ノ宮アンナ（うめのみや アンナ）
声 - 神田理江
野乃子の親友。
初等部B組→高等部1年。9歳→15歳。3月2日生まれ。魚座。A型。身長147cm。体重39kg。
技術系。アリスストーンの色はピンク。星階級はシングル。
使用するアリスは『不思議な料理』で、作る料理が喋ったり動いたりする。
女の子らしさはB組で一番でふわふわとした天然でマイペースな性格。岬先生が好き。野乃子の親友。
名前の由来は、梅宮アンナから。
聖陽一（ひじり よういち）
声 - 斎藤千和
初等部A組。3歳→9歳。4月13日生まれ。牡羊座。AB型。
危険能力系。アリスストーンの色は不明（製作を習う学年ではないため）。星階級はシングル。
使用するアリスは『悪霊使い』で、悪霊を召喚し使役する。
能力を使用する際は鬼太郎のように髪の毛が逆立つほか、他者の負の気を察知し取り込むことが可能。
後にガリバー飴の副作用により、幼児から少年まで自由に伸び縮みできる『成長』のアリスを手に入れた。そのため制服は伸縮率70%の特注品である。
副作用とはいえ、この年齢で複数のアリスを持つことは非常に珍しい。
見た目は非常に可愛らしいが、口が悪い。蛍に対しても好意的であり、棗がいない場面では度々一緒に登場する。
当初は棗に合わせて蜜柑に対して喧嘩腰だったがクリスマスパーティーのベア事件からは懐いており、蜜柑を守ろうとしている。月の正体を見破った。あだ名は「よーちゃん」。
大まかな設定やデザインは作者の前作『MとNの肖像』に登場したメインキャラクターのひとりである聖英一の弟、聖陽一の使い回しである。
新年のニューイヤーコンサートでの騒動で、他の危力系の生徒たちとともに蜜柑を守ろうとするも、蜜柑の脱走を食い止められなかった。
宇佐美和歌子（うさみ わかこ）
声 - 神田理江
アニメオリジナルキャラクターで、蜜柑のクラスメイト。スミレと行動を共にする。「物体テレポートのアリス」を持つ。潜在能力系。星階級はシングル。棗・流架ファンクラブの会員で、スミレを「会長」と呼ぶ。蜜柑からは「パーマのけらい」と呼ばれている。普段はスミレの言いなりだが、抜け駆けすることも。ドラマCD「チョコレート☆ホリック」では、スミレを差し置いて、棗と流架に自分の作ったチョコレートを渡した。
星野保志雄（ほしの ほしお）
蜜柑の元クラスメイト。
特別能力系。アリスストーンの色は不明。星階級は不明。
使用するアリスは『天候操作』で、天候を自在に操る。感情に左右されて発動することが多いため、能力の性質上、普段から制御の仮面をつけていた。
蜜柑にとっては数少ない同学年の特別能力系の生徒（しかし、蜜柑は全く知らなかった）であったが、アリスが子供のときにしか発動しないタイプだったために退学。
最後のアリスはみんなのために使おうと考え、綺麗な虹を残して家族の元へと帰った。あだ名は「ほっしゃん」。
心読み君
声 - 松元恵 / 2004『花とゆめ』9 - 12号応募者全員サービス 激ラブ花ゆめプレミアムDVD：南央美
蜜柑のクラスメイト。初等部B組→高等部1年。9歳→15歳。3月18日生まれ。魚座。AB型。身長149cm。体重40kg。
潜在能力系。アリスストーンの色は不明。星階級は不明。
使用するアリスは『読心術』で、相手の心を読むことができる。
飄々とした笑顔に似合わずかなりの毒舌キャラだが、優しいのか意地悪なのかよく分からないのに憎めない性格。ある意味蜜柑より自由奔放。言葉攻めが得意のドS。人の心を勝手に読み上げるが感情がこもっていない。学園に入る前、「道案内したおばあさん（変装した男）の心を読んでみたら殺人犯だった」という経験をしたにもかかわらず笑い話として語るなど、見た目によらず肝が据わっている。
実はスミレのパートナーで、元々は無表情キャラだったがスミレに言われてイメチェンしたらしい。彼女とはよく言い争い（ケンカ）をしているが、ことのほかつり合いは取れている様子。本名が明かされていないことは作中でも触れられているが、笑ってごまかした。作者によると、実は名前を考えてあったが、公開するタイミングを逃したらしい。心読み君と呼ばれ始めたのは4巻で初めて蜜柑に呼ばれてから。その頃までは名無しキャラだったらしい。私服はいつもキツネ目君とお揃いの服を着ている。面食いで心読み君に可愛いと言われたのは葵とシャッフル事件で中身が委員長になった時のスミレだけ。蜜柑は並みの上らしい。クリスマスの夜、棗が蜜柑にプロポーズしたこと、蜜柑とキスをしていたことを、ルカや翼、殿にチクった。
キツネ目君
声 - 細野雅世
蜜柑のクラスメイト。初等部B組→高等部1年。10歳→16歳。4月4日生まれ。牡羊座。O型。身長148cm。体重41kg。
宙に浮くことができる「浮遊術のアリス」を持つ。潜在能力系。
心読み君と行動を共にすることが多く、私服はいつも心読み君とお揃いの服を着ている。二人で組んではイタズラをしている。性格もいい意味でフワフワしている。人懐っこく、棗にも物怖じせず接している。いつも糸目だが、アニメ13話、漫画3巻では目を開けたことがある。
持ち上げ君
蜜柑のクラスメイト。身長155cm。体重47kg。離れた場所のものでも操作できる「遠隔操作のアリス」を持つ。潜在能力系。棗の取り巻きの一人で、常に側にいるため登場頻度も高い。女の子を泣かせるのは趣味ではないらしい。
超聴覚君
蜜柑のクラスメイト。遠距離での会話も聞こえる「超聴覚のアリス」を持つ。蜜柑の転校や、レオがお忍びで学園にやってくることを生徒たちに公表した一人でもある。

### 中等部
安藤翼（あんどう つばさ）
声 - 成瀬誠
蜜柑にとって初めてできた先輩。中等部2年→専科2年?14歳→19歳。7月15日生まれ。蟹座。O型。身長165cm→171cm。体重58kg。
特別能力系→危険能力系。アリスストーンの色は不明。星階級はダブル。
使用するアリスは『影使い』で、影を自在に操るだけでなく、影を通じて他人を操ることも可能。
現在の星階級はダブルだが、本来ならばトリプル以上の実力があった。過去に親友の要を利用されたことに怒り教師達に噛み付いたことで、罰則として星（バッチ）を取り上げられ、場合によっては激痛を起こすことも出来る「罰則印」（目の下の星マーク）を付けられた。そのため同級生からは「中等部一の落ちこぼれ」と呼ばれている。しかし本人は全く気にしていない。
後輩思いの頼れる先輩で、蜜柑も慕っている。これが原因で、棗からは目の敵にされていたが、「Z」編以降は少しずつ棗と新たな絆を築きつつある。棗と初めて会った時から、棗が蜜柑のことが好きだと知っている。なので棗が蜜柑にちょっかい（?）をだしているとにやにやしていたり生暖かく見守っていることも。
アリスのタイプはかなり判りやすい部類のため、物心がつく前から周囲にアリスと知られていた。よって3歳の頃から学園におり、同じく判りやすいアリスを持っていた美咲と出会い今に至る様子。彼女に対して恋愛感情を抱いているが、美咲には悪友と思われていてその話題になると果てしなく落ち込んでしまう。そのことで殿や棗にからかわれる（傷をえぐられる）こともしばしば。しかし後に美咲に告白し、見事OKをもらった。
蛍や棗、流架からは後輩であるにもかかわらず呼び捨て、あだ名で呼ばれることがしばしば。もっぱら蛍には頭が上がらない。彼に罰則印をつけたのは、高等部の周瑠衣。翼自身は瑠衣のことが苦手だが、瑠衣からはかなりの「お気に入り」として好意を一方的に寄せられている。
棗との任務で行方不明になっていたが、実は柚香に救われ、密かに高等部校長に匿われていた。その経緯より、柚香に好感を持つ。その後柚香に入れてもらったタイムトリップのアリスで殿とのばらを助け蜜柑たちとトリップしたところで出会う。蜜柑に「フェロモンのアリス」のアリスストーンを入れられている。
事件後も棗の暴走を止めるために危力系に残り、美咲に告白した。
新年のニューイヤーコンサートでの騒動で、棗、ルカ、殿を含めた教師たちと初校長の行方を追っている。
原田美咲（はらだ みさき）
声 - 井上麻里奈
蜜柑の先輩で翼の幼馴染。中等部2年→専科2年。14歳→19歳。6月14日生まれ。双子座。B型。身長159cm→162cm。体重47kg。
特別能力系。アリスストーンの色は不明。星階級はダブル。
使用するアリスは『ドッペルゲンガー』で、多数の分身を一日弱召喚できる。分身には意志があり、口喧嘩をすることも。
とても面倒見が良く、下町っ娘気質の姉御肌。話す言葉がやや男っぽいが美人でありモテる。
翼とはいいコンビだが、恋人同士になるのかは不明。翼は「ただの仲間で友達として一番気楽だから一緒にいるだけ」らしい。しかしただの友人というには仲は親密過ぎであり、周りからはカップルを通り過ぎて夫婦だと囁かれている。異性そのものに興味がないようなセリフも聞かれる。翼と同じく3歳から学園にいる。
任務によって行方が分からない翼のことをひどく心配している。事件後、翼の告白を受け入れる。
さらに未来では翼と結婚式を挙げた様子。
メガネ君
声 - 荻原秀樹
蜜柑の先輩。中等部2年→3年。14歳→15歳。7月30日生まれ。獅子座。AB型。身長173cm。体重64kg。
特別能力系。アリスストーンの色は不明。星階級はダブル。
使用するアリスは『憑依』で、自分の魂を自在に切り離して他のものにとり憑く。本体が危険を感じると魂は強制的に戻る。
翼と仲がいいらしく、他の特力メンバーの中でも登場頻度は高い。文化祭の時のスミレの猫耳や、最終日のパーティーの蜜柑達、初等部女子生徒のドレス姿を褒めちぎったり、久々に会った要に抱きつこうとしたり、ガリバー飴で小学生と化した美咲を写真に収めようとしたり、クリスマスの買い物のとき小さい男の子に自分のホットぶどう（飲み物）をあげるなど、ロリコン、ショタコンをにおわせるシーンが見受けられる。
宮園百合（みやぞの ゆり）
声 - 豊口めぐみ / 2004『花とゆめ』9 - 12号応募者全員サービス 激ラブ花ゆめプレミアムDVD：岡村明美
中等部2年→専科2年。14歳→19歳。8月1日生まれ。獅子座。A型。身長173cm。体重53kg。
体質系。アリスストーンの色は不明。星階級はダブル。
使用するアリスは『女性限定フェロモン』で、女性を虜にするのだが、うまく制御ができず女性であれば無差別に対象になる。
自分のアリスに納得がいかず、普通の女の子になりたいと願っているが鳴海には開き直るよう説得されている。
夢はモデルになることだが、宝ヶ塚から破格の待遇でスカウトされており、悩める日々を送っている。
花姫のひとりで、花名は『若竹の君』。
主催者である中等部校長を『女好きの女』だと認識している。
女子生徒からは絶大な人気を誇り「ユーリ様」の愛称で呼ばれる。
櫻野の隠れファンで、彼のように線の細い人がタイプのようである。
園生要（そのお かなめ）
声 - 小林沙苗
翼と美咲の親友。中等部2年→3年。13歳→14歳。1月16日生まれ。山羊座。O型。身長160cm。体重46kg。
技術系。アリスストーンの色は不明。星階級はダブル。
使用するアリスは『人形創り』で、作った人形に魂を吹き込むことができる。
使う度に命を削るタイプのアリスで、元々病弱なこともあいまってほとんどを病院で過ごしている。
人形を作ることを生きがいにしており、命を縮めるとわかっていても作り続けている。
優しく温和な美少年で、特に高等部の女生徒にファンが多い。
最初に作った人形であるベアとは、お互いの信頼度は高い。
自分のウリを最大限活用して、要求を言葉にせずに相手に伝える術を持っている。アニメ版ではそのエピソードが原作よりも丁寧に描かれている。以前自分のアリスを学園に利用されており、それが原因で翼は星（金バッチ）を取られているが、どのようにアリスを利用されたかは不明。
音無由良（おとなし ゆら）
声 - 上田純子
蜜柑の元クラスメイト。初等部B組→高等部3年。12歳→18歳。4月4日生まれ。牡羊座。AB型。身長153cm。体重43kg。初登場時は初等部だが、作中の時間経過とともに中等部へ。
遠く離れた人物や未来などをある程度予測できる「占いのアリス」を持つ。潜在能力系。星階級はダブル。
占い自体はかなり当たる（卒業式で初めて占いを（良い意味で）外した）らしく、能力的には千里眼に近いものとなっている。占う際には異常にリズミカルで激しいダンスを由良とともに10分ほど踊らなければならないため、彼女に占ってもらおうとする人はチャレンジャーと呼ばれている。
年齢にそぐわない色気を持ち合わせており、文化祭のラストダンスを踊ったことがきっかけで付き合い始めた年上の彼氏がいる。

### 高等部
殿内明良（とのうち あきら）
声 - 2008『花とゆめ』18 - 19号応募者全員サービス ドキドキ☆ドラマCD：杉田智和
特力系代表。プリンシパル（生徒会）の一員。幹部候補生。高等部3年→卒業。18歳→23歳。6月14日生まれ。双子座。O型。身長180cm。体重69kg。
特別能力系。アリスストーンの色はブルーパープルで、茄子型。星階級はトリプル。
使用するアリスは『増幅』で、他人のアリスを増幅させることができる。使い勝手のいい能力のため『外』の仕事に付き添うことが多く、留守にしがち。数ヶ月いないこともザラ。
性質上、中学生の頃に占い師のアリスを増幅させるまで発見されなかった。そのため、外で育った期間が長く、学園の理不尽さに納得がいかず荒れていた時期があった。
現在はそのネタで同情を誘って女性を口説いているようだが、当時、憂さ晴らしの対象だった翼とメガネには呆れられている。
通称「殿」。無類の女好きで、初対面で小学生の蜜柑にすら粉をかけようとする困った人物。他の特力のメンバー同様、学園のルールなどはあまり気にしていない。しかしそれだけあって裏の情報などに詳しい情報通。女癖の悪さからいい加減な性格に思われがちだが、思慮深さや後輩思いな一面を持っている。実際、蜜柑達が「Z」を追って高等部に潜入したときは力を尽くした。翼と同様の理由で棗に目の敵にされている。
なお、第14巻の表紙に「女好き」と「ロリコン」の札が貼られていたり、イラストファンブックで「ロリコン好きに9つの質問」をされていたりと、その疑いが強い。蜜柑達のZ事件における行動により、責任を負わされる立場になっている。風紀隊に捕まったのばらを目撃し、助けようとしたところで行方不明だった翼に助けられ、蜜柑たちのいる空間へ行き、合流。蜜柑に「雷のアリス」のアリスストーンを入れられている。
速水（はやみ）
高等部3年→卒業。新聞部部長。18歳→24歳。2月20日生まれ。魚座。O型。身長169cm。体重60kg。
「遠目・遠耳のアリス」を持つ。潜在能力系。星階級はトリプル。覚え方は「速耳のハヤミ」。関西弁で話すため、蜜柑も親近感を抱いていた。目を鍛えるためにアリス育成眼鏡をかけている。能力故に情報通で、裏の情報も知っている。「速水」は名字ではなく下の名前。
櫻野秀一（さくらの しゅういち）
声 - 私市淳
アリス学園の生徒会長にして学園総代表。プリンシパルの一員。幹部生。高等部3年→卒業。17歳→23歳。1月26日生まれ。水瓶座。AB型。身長173cm。体重62kg。
「瞬間移動のアリス」、「直感（テレパシー）のアリス」、「手に触れてる間だけ、その能力者のアリスをコピーできるアリス」の3つのアリスの持ち主。潜在能力系。アリスストーンの色はグリーンとアクアマリンとほか。物腰の柔らかい美青年。高等部の「穴（ワープゾーン）」の存在を知る人物であり、それを隠し通している。蜜柑達「Z」追跡の際には、蜜柑に心を動かされて「穴」の存在を教える。昔、学園で起こった悲劇について何かを知っている節がある。初等部の頃は昴と共に、蜜柑の母である柚香を「お姉ちゃん」、蜜柑の父である泉水を「先生」と呼んで慕っていた。自分のアリスストーンを蜜柑の手元に渡らせたり、「風紀委員に捕まるな、自分たちとも必要以上に関わるな」と忠告したりと、蜜柑を見守っているようである。バレンタインのときに櫻野あてのチョコが結構あったため、女子にモテるようだ。昴、静音と共に春になってプリンシパル（生徒会）を引退し、B組で教育実習中。
蜜柑が学園を退学した後は、姿を消した今井兄妹の捜索に出ていた。
今井昴（いまい すばる）
声 - 川島得愛
潜在系総代表にして副会長。プリンシパルの一員。幹部生。高等部3年→専科1年。18歳→19歳。4月21日生まれ。牡牛座。O型。身長175cm。体重64kg。蛍の実兄。
潜在能力系。アリスストーンの色は不明。星階級はスペシャル。
使用するアリスは『癒し』と『痛み』で、どんな傷や痛みも治し、それを他人に移動させることができる。
蛍よりも幼い5歳の頃から学園にいる。人望は厚いが、冷淡な性格で周囲には恐れられてもいる。櫻野秀一と同様に「穴」の存在を知っているが隠し通している。また過去の悲劇も知っている模様。登場当初は実の妹の蛍に対しても事務的で機械的な態度をとるが、本当は過去の悲劇から弱い自分と決別するために家族のぬくもりを捨てていた。そのため、「もっと兄妹として接するべきだった」と蛍に自分の本音を伝え、わびたことがある。実は蛍と同じく守銭奴で、好きな食べ物も同じなど共通点は多い。また、ファン層も蛍とかぶっている。櫻野とは初等部の時は犬猿の仲だったが、ある事件を通して仲が良くなった。初等部の頃、ペルソナにアリスを使われたが運良く逃れることができ、大事に至らなかった。
バレンタインのとき櫻野同様、昴あてにチョコが結構あったため、女子にモテるようだ。それと同時に蛍に10倍返しの薬入りのチョコを渡されたとき、櫻野によると究極の選択のような顔をしていた。
棗を救うために過去を変えたため、蛍とともに過去や未来に飛ばされ続けている。
山之内静音（やまのうち しずね）
技術系総代表。プリンシパルの一員。幹部生。高等部3年→卒業。18歳→24歳。4月12日生まれ。牡羊座。A型。身長160cm。体重48kg。
「音色のアリス」を持つ（音色といっても音楽だけでなく自分で鳴らす音なら何でも相手の行動を操れる）。眼鏡を掛けた冷静沈着な少女。技術系繁栄のため、蛍同様守銭奴のようである。真面目に見えてお茶目な性格。花園会で筆頭花姫の役に就いており、花名は「かきつばた」。蜜柑達に中等部校長のことや花姫殿の結界、ペルソナとの謎の繋がりについて教える。姫（ひい）様のお守り役。隠れ設定として巨乳である。体育祭の借り物競争で、女好きの女のお題で百合に選ばれた。
五島聖（ごしま ひじり）
体質系総代表。高等部2年→卒業。16歳→22歳。11月10日生まれ。蠍座。AB型。身長171cm。体重62kg。
「全身を粘土のように自由自在に変えるアリス」。春になって引退した櫻野に代わり生徒会長になる。風紀隊に捕まった蜜柑を高等部校長の指示により逃がした。爽やかで温和で優しい性格。16巻のキャラ紹介によると、心読み属質の笑顔で人を騙すのが好きそうだとか。
裏切り者である事が発覚。現在は初等部校長側に立つ。初等部校長の命令で、高等部の扉に罠を仕掛け、柚香を殺害した。
最終章で、初校長に変装していたため鳴海の毒爪により重傷を負う。
実は、初校長による洗脳や月の吸魂で操られていたことが判明。怪我の回復後は、その償いのために、高校長に任務を与えられ、学園を退学になった蜜柑の護衛として、幼なじみの「しーちゃん」として、蜜柑を見守っていた。

### 危険能力系
日向棗
声 - 朴璐美
詳しくは上記を参照。
安藤翼
声 - 成瀬誠
詳しくは上記を参照。
聖陽一
声 - 斎藤千和
詳しくは上記を参照。
茨木のばら（いばらぎ のばら）
声 - 2008『花とゆめ』18 - 19号応募者全員サービス ドキドキ☆ドラマCD：遠藤綾
中等部1年→専科1年?13歳→18歳。9月4日生まれ。乙女座。A型。身長153cm。体重42kg。吹雪を起こして物を凍らせる「氷のアリス」を持つ。能力自体は強力なものの、上手く制御できない。星階級はダブル。学園生の間では棗に並ぶ有名人。大人しく引っ込み思案だが可愛らしい美少女。自分のアリスを上手くコントロール出来ず、その能力の強さ故に学園の生徒からは「雪女」、「氷姫」と呼ばれて避けられていたが、クリスマスのケーキ作りの際に出会った蜜柑と友達になった。それ以来蜜柑を非常に慕っている。棗同様ペルソナに目を付けられて可愛がられているらしい。棗の変化のきっかけは蜜柑にあるといち早く気付いた人物。氷のアリスを持つゆえ、雪が大好き。実は二重人格で、普段はおどおどしているのに任務時は残忍で冷酷な性格になる（トランス状態）。それを蜜柑に知られてしまい、それ以降距離を置くようになる。昔ペルソナに救われたこともあり、ペルソナとは危力系の中でも一番親しい仲。またペルソナもはじめて自分に守れるものができたと思いのばらのことを大事にしている。今はペルソナの傍におり、ペルソナを守りたいという思いから手を振りほどけないでいる。月について何か知っている様子。実は腐女子で瑠衣からバラの本を借りているらしい。蜜柑と棗を初等部校長から逃すためアリスを使い、ペルソナから幻滅されてしまう。そして、風紀部隊に捕まってしまったところを殿に助けられ、また翼にも助けられる。そして時空間へ。ペルソナや柚香のつらい過去を見て、時空間から帰ってきた後に、蜜柑を助ける為と、ペルソナを止めるために、一人で残り、ペルソナ達と戦う。結果、重体になってしまう。蜜柑に「増幅のアリス」と「記憶操作のアリス」を入れられている。
事件後、一時危篤状態にまで陥ったが、迷宮塔を脱走した蜜柑のアリスにより一命を取り留め、意識を取り戻した。
5年後では、ペルソナこと芹生零との子を連れ蜜柑の元に駆けつけている。
松平颯（まつだいら はやて）
中等部3年→専科2年。14歳→20歳。翼のクラスメイト。2月17日生まれ。水瓶座。O型。身長165cm。体重53kg。
空気を操ってかまいたちを起こす「空気使いのアリス」を持つ。よって通称はそのまま「かまいたち」。星階級はダブル。突っ張っているようだが実は惚れっぽい性格で、棗を追って花姫殿の地下に来た蜜柑達を妨害するつもりが、昔大好きだったアニメ「美少女戦隊☆ファイブカラー!」に登場する「クール☆ブルースカイ」にそっくりだという理由で蛍に一目惚れしてしまう。好きな食べ物はお好み焼き。蜜柑曰く、「空気の読めない空気使いの人」。棗のことを快く思っていない。アニメオタク。風紀部隊に捕まりかけた蛍を助けて花姫殿へ連れて行った。
周瑠衣（あまね るい）
高等部2年→卒業。17歳→22歳。10月2日生まれ。天秤座。B型。身長173cm。体重63kg。かつて翼に罰則印を付けた張本人で、「呪いのアリス」を持つ。星階級はトリプル。呪詛（?）の言葉を「呪煙」という煙に変えて口から吐き出し、呪いを刻印として染み付かせる（罰則印）。自らのアリスの持つ負のエネルギーにも負けない、陽気で強靭な精神の持ち主。しかしS。格好、口調、全てが女っぽい、真性のオカマ。同性愛者で男に見境がなく（守備範囲は中等部以上）、反面女には容赦がない。「カマ」と言われると言った相手を容赦なく殴る。怒ると口調が乱暴になる。語尾に「☆」が付くことが多い。翼のことがいたくお気に入りらしいが、翼の方は彼が大の苦手。危力系のみんなのことを大事にし、歪な形でも家族と思い接している。
八雲一（やくも はじめ）
高等部3年→卒業。18歳→23歳。10月9日生まれ。天秤座。AB型。身長178cm。体重69kg。あらゆる種類の虫を呼び寄せ、操ることのできる「蟲使いのアリス」を持つ。星階級はトリプル。顔に包帯を巻いた青年。常に冷静沈着で真面目な性格だが、寡黙のため根暗と評されることも。クール。

### 学園関係者
鳴海・L・杏樹（なるみ・える・あんじゅ）
声 - 石田彰
通称「ナル」（ナルシストの意も含まれている）。自分のアリスが効かないことにより、蜜柑のアリスを見出した先生。27歳→32歳。8月10日生まれ。獅子座。O型。身長179cm→180cm。体重68kg。
男女を問わず自分の虜にできる「フェロモン体質のアリス」を持つ。体質系教師。アリスストーンの色はピンクパープル。恋愛沙汰に免疫力がない子供に使うと、その子供は気絶してしまう。制御ピアスを外せば大人でも気絶する。国語担当。蜜柑達のクラス、初等部B組の担任。棗の心を救うため、棗を蜜柑のパートナーにした。普段は軽薄でいい加減に見えるが、生徒のためなら体を投げ出せる真剣さを持ち、時折思慮深い表情も見せる。いつも女性顔負けの派手な服装をしており、イベント時は特に派手になる。女装を練習している姿を流架に見られた。本人の性格やアリスの能力、棗に能力を使う時にわざわざ気に障るような行動（耳に息をかける、おでこにキスをするなど）をしたり、同性の岬先生に熱烈なキスをすることなどから変態と思われやすい。
彼が初等部の頃には危険能力系クラスはなく、小泉月らとともに特別生徒の呼称を与えられていた。蜜柑の母・柚香とは学生時代の先輩・後輩の間柄。学生時代は柚香のパートナーだった。彼女に想いを寄せていたが、彼女と出会うまでは人を好きになったことが無く、笑うこともなかったようである。当初は柚香を快く思っておらず、恥をかかせようとアリスを使ったが、我に帰った柚香にボコボコにされ、気絶した。その後、柚香にアリスストーンをキレイだと言われ、好意を寄せるようになった。中等部生徒の嫌がらせから柚香を守っていた。柚香が学園を脱走しようとしている事を知り、アリスを使ってでも止めようとするが、逆に柚香に自身のアリスの一部と恋心を盗まれてしまう。
クリスマスパーティーのときにペルソナにアリスを使われ、「病」が次第に進行していき、心臓まで「病」が達しかけていて死にそうなところ、不本意であるが蜜柑の「盗みのアリス」により完治した。
高等部校長室で、柚香と再会。その後、初等部校長の襲撃から柚香を庇い、麻酔弾を受け、柚香に「治癒のアリス」の石を入れられる。改めて柚香に告白し、外へ共に逃げることを決意するが、高等部の扉の爆発で、爆風から自分を庇った柚香を、目の前で亡くしてしまった。
事件後、志貴の頼みで学園サイドのZ交渉役（スパイ）として動いている。過去編で棗に過去を知られ、棗には頭が上がらなくなっている。
新年のニューイヤーコンサートでZによる初校長暗殺計画を知り、それに乗じて初校長を殺害しようとするも失敗し、初校長にコントロールされたZのボスに重傷を負わされ、レオを含むZの幹部たちと学外に退避する。
騒動の後、危険能力系の責任者になる。
岬（みさき）
声 - 櫻井孝宏
鳴海の悪友。27歳→32歳。9月3日生まれ。乙女座。A型。身長181cm。体重71kg。
技術系教師。生物担当。アリスストーンの色はブルーグリーン。
使用するアリスは『植物作り』で、新種の植物を作り出すことができる。
アリス学園に来た蜜柑が、鳴海の次に出会った教師。鳴海とは学生時代からの腐れ縁で、彼とは正反対の硬派で真面目で実直剛健な性格。心配性。女性は苦手だが、女子生徒からは人気が高い。登場する時は、自作の植物を持っていることが多い。鳴海に振り回され、蛍にはパシらされてばかりいる、いわゆる「ヤラレ・いじられキャラ」。鳴海同様、初等部の頃から学園にいるらしく、よく、初等部では鳴海にアリスを使わされ、事件に巻き込まれていた模様。基本的に鳴海を鬱陶しく思っているが、なんだかんだでいつも気に掛けている。鳴海の腕の「病」の病状を知り、心配していた。
山田瀬里奈（やまだ せりな）
声 - 山田美穂
「マドモアゼル・セリーナ」の異名を持つ、アリス学園には少ない女性教師。29歳→35歳。2月12日生まれ。水瓶座。AB型。身長164cm。体重47kg。
水晶玉を使って遠く離れた光景を見通せる「千里眼のアリス」を持つ。潜在系教師。英語担当。アリスストーンの色はローズパープルとブルー。美人で優しく、生徒からも慕われている。鳴海と岬の2つ上の先輩にあたる。常にドレス風の服を着ている。心読み君のお気に入りでもある。
神野（じんの）
声 - 松本大
アリス学園初等部総監督。38歳→44歳。12月24日生まれ。山羊座。AB型。身長178cm。体重67kg。
雷を起こせる「雷のアリス」を持つ。主に秩序を乱す生徒の懲罰に使用し、蜜柑も一度喰らわされた。潜在系教師。数学担当。かなり厳格な教師で、風紀を乱す生徒には容赦しない。柚香の娘である蜜柑には特に目を付けている。それほど生徒に厳しく接する理由は、泉水の死。柚香や蜜柑から「じんじん」というあだ名で呼ばれている。セリーナからうざい同僚と思われているようだ。蜜柑の父である泉水とは新米教師同士だったが（実は神野の方が2歳下）、その型破りな行動に頭を悩ませ、毎度怒鳴りつけていたが、初等部校長に疎まれている泉水の身を案じており、柚香から手を引くよう告げる。髪型のモデルは小泉純一郎元総理。新米教師だった頃には、特別生徒の処罰を担当していたこともある。実は高等部校長と同じ志を持つ者。妻と3人の子供がいる。現在は初等部副校長に就任。
ニューイヤーコンサートの騒ぎに乗じて初校長の特殊結界を破り、棗、ルカ、翼、殿や鳴海、野田を除く教師たちと逃走した初校長を追う。
騒ぎの後、初等部校長に就任する。
野田（のだ）
声 - 宮野真守
特力系教師。32歳→37歳。8月15日生まれ。獅子座。A型。身長181cm。体重72kg。
特別能力系教師。歴史担当。アリスストーンの色はライトグリーンと抹茶。
使用するアリスは『タイムストリップ』で、過去から未来までどんな時代にもいける。
初等部校長につけられた制御ブレスレットのせいで自分の意志に関係なくアリスが発動することがあり、不在が多い。
そのためアリスの不具合を装い訓練のためにしばしば不在にしていた。通称「のだっち」。仏様の如く優しい目元が印象的。目は開いたことがない。温和な性格で、生徒からも家族のように慕われている。鳴海や岬よりも長く学園にいるため、学園の謎に色々詳しいようである。長く学園にいる筈なのだが、外見は全く変わっていない。能力ゆえに過去を直に見る機会が多いため歴史に強い印象があるが、見てきた歴史が教科書の内容と異なったり（実はウソ）、雑学が多いためテスト対策には役立たない（翼曰く「特力なら踏んどく地雷」らしい）。たまに、かなり紛らわしい冗談を言う。志貴と同級生で、柚香は特力系での後輩にあたり、柚香との仲を取り持ったりなどした。18巻では過去をしるために蜜柑たちをつれて時空間に向かう。そして翼たちと合流するものの、蜜柑が時空の中に落ちてしまい初校長からの妨害波でアリスが不安定になる。元の世界に戻ったとき、速水に裏切り者の噂を聞かされた殿に敵を連れて時空間へと向かわされた。しかし本当の裏切りは野田ではなく、顔を変形させた五島だった。
ニューイヤーコンサートでの騒動で、風紀隊から生徒たちを守るため棗、ルカを除く初等部の生徒たちと時空間に退避している。
副担（ふくたん）
声 - 野島裕史
B組の副担任。25歳→30歳。11月11日生まれ。蠍座。A型。身長165cm。体重57kg。
髪の毛を自在に伸ばせる「髪の毛が伸びるアリス」を持つ。体質系教師。家庭科担当。かなり気弱で、蜜柑が学園に来る前は生徒から苛められまくりだった。今でこそ苛めも落ち着いたが、隠していたアリスが判明してからはからかわれ、「髪の毛のび太君」というあだ名を付けられて不憫な日々を送っている。普段は髪を結んでいるリボン（制御アイテム）で髪が伸びるのを防いでいる。
槙原（まきはら）
声 - こぶしのぶゆき
潜在系教師。29歳?→30歳。身長178cm。体重69kg。「瞬間移動のアリス」を持つ。主要キャラクターとの絡みもなくあまり目立たない。社会担当。ペルソナにテストの監督を取って代わられたことがある。スミレと蜜柑が、レオを追っていたときに一度捕まえたが逃してしまった。日向兄妹と流架に対し、鳴海先生と一緒に学園への勧誘をした。通称「マッキー」。
行平泉水（ゆきひら いずみ）
元特力系教師。享年29。8月1日生まれ。獅子座。O型。
「無効化のアリス」を持つ。故人。国語担当。柚香の恋人にして蜜柑の父親であり、また高等部校長の弟でもある。通称・自称「ユッキー」。アリスストーンの色は白と薄い黄色とオレンジ。主要人物たちの過去に深く関わっている。大人になってから、アリスが発覚したため、アリス学園の教職をとってから学園に初めて入った。蜜柑の長所はどうやら彼から遺伝されているらしい。元ヤンで、女好き疑惑（?）浮上中。実は暴走族の元総長だった。死因は公には自殺や事故死となっているが、実は初等部校長に利用されたペルソナのアリスによるもの。子供には好かれるが大人受けが悪い。
新任時は、初等部B組（柚香のクラス）の副担任だった。初対面の柚香をはしごに乗っている状態で連れ回した。その破天荒な行動で、同じく新任教師で実は2歳年下の神野先生に怒鳴られたり、アホ呼ばわりされていた。
久遠寺校長の命で「特別生徒」の担当となり、後の「危険能力系クラス」の礎を作った。その一方で、久遠寺校長を調べ、高等部校長に報告していた。久遠寺校長にその存在とアリスを疎まれ、何度も学園から追い出されかけたが、その度に高等部校長が身を挺して守っていた。
柚香を久遠寺校長の魔の手から救い出した。柚香の想いに気付いているが、当初は恋愛対象として意識していなかったため、彼女の告白を受け入れなかった。その後、柚香に惹かれていることに気付き、一度は教師と生徒という関係ゆえに自制するが、久遠寺校長と柚香の結婚を知り、自分の柚香への想いに気付き、公の場で彼女へ告白し、結ばれる。
蜜柑の「みかん」という名前は彼が考えたもの。
花園会事件の際には、霊となって現れ、蜜柑が再三ペルソナのアリスを受けるのを阻止し、ペルソナの暴走を食い止めた。
ペルソナ / 芹生零（せりおれい）
声 - 三木眞一郎
24歳→30歳。4月13日生まれ。牡羊座。身長177cm。体重65kg。
危険能力系教師。アリスストーンの色は闇色。
使用するアリスは『腐食』。
名称の通り、常に仮面（顔の上半分を覆うタイプ）を付けているが、これも制御アイテムの1つで、彼が身に付けているアイテムの中では最大の制御力を持つ。結界の所為でアリスが使いにくかったこともあり、蜜柑の「無効化のアリス」も効かなかった。棗に任務を言い渡す役目を担っているようで、棗が最も恐れている人物。棗を絶望の淵へ叩き落すような脅し文句を言うことも多い。左耳に付けているピアスの石は、アリスを封印するための特殊なアリスストーンで、後にこのピアスは蜜柑に壊されてしまった。左目の下に「罰則印」らしき十字マークがある、謎に包まれた人物。鳴海に校長からの伝言を伝えた時は初めて女装をしている。花姫殿では「仮面の君」と呼ばれ、中等部校長には嫌われているようである。
自分のアリスによって蝕まれた容姿のため、「化け物」と言われいじめられた過去があり、自分を見る目に過剰に反応する。唯一心を許しているのばらには強く依存しており、冷徹さの裏に脆い心を持っている。
強すぎるアリスのせいで、親には名前すら付けてもらえずに捨てられ、学園の教諭たちは彼のことを持て余し、地下牢に閉じ込めた。そのため泉水が現れるまで、人と接したことがなく、地下牢以外の景色を知らなかった。零という名前は泉水が付けたもの。泉水に心を開きかけ、アリスを制御することも覚え、柚香に「無効化のアリス」のアリスストーンを入れてもらい、顔のアザが少し薄くなった。しかし、初等部校長に利用され、泉水をアリスで死なせてしまう。
蜜柑たちが過去から帰ってきた後、のばらと対峙し自分の過ちに気付く。事件後、しばらくの間は沈黙していたが、迷宮塔を脱走した蜜柑を守るためと罪を償うため、初校長に反旗を翻す。
久遠寺初等部校長（くおんじしょとうぶこうちょう）
声 - 早水リサ
アリス学園を纏める3校長の1人。翼によると一番得体が知れない人物。身長145cm（13年前は175cm）。
「クローンのアリス」の持ち主。外見は蜜柑と同い年位の美形少年。しかし、12年前までは大人の姿だった。ペルソナと共謀しているようなシーンが多々あり、棗に目を付けているようで、鳴海が「お気に入り」であるらしい。クリスマスパーティの仮面舞踏会に現れ、蜜柑の仮面を外して「大切な何かを失わないように」と忠告する。これは棗が幽閉されるということだったが、蜜柑達が棗を助けたため失敗に終わる。体育祭で蜜柑の盗みのアリスが発動したことで、盗みのアリスを手に入れようと蜜柑をでっち上げめいた形で危険能力系に招き入れようとした。中等部・高等部校長も彼を好いてはいないようで、表立って反抗してはいないが、裏では妨害や嫌がらせをしている。このことから2人の校長以上の権力を持っているようである。また、体育祭の借り物競争のときを見ると、岬先生からえらいチビと認識されているらしい。「盗みのアリス」を持つ柚香や蜜柑に対し、凄まじい執着心を持っている。過去に、自分の手元に置くために、柚香との結婚を目論んだ。実は既婚者だが、アリスを使えば柚香との結婚も可能らしい。特有のアリスのため、行平校長、姫宮校長よりも昔から生きており、アリスの力で学園を私物化し、自分の立場固めのために、「国の仕事」と称し、危険能力系の生徒達を裏仕事に利用している。
柚香を死へと追いやった張本人。志貴に出された4つの条件を、蜜柑の引き渡し以外は全て飲んだ。志貴が返還したクローンストーンを体内に取り込み、ZのボスをコントロールしてZを手中に収めようと画策している。
ニューイヤーコンサートで、棗に重傷を負わされるも逃げ延び、風紀隊やペルソナ、月に蜜柑をとらえるよう命じた。しかし、ペルソナの裏切りを知る。
月やペルソナに優しい言葉をかけ自分の側に置くなど一見優しい人物に見えるが、本性は生徒を「自分の都合の良い道具」くらいにしか思っておらず月やペルソナのことも結果的には利用していただけだった。最終的には月のアリスを体内に入れられ、体の退化がさらに進んでしまい自らの意思もなくなってしまう。作者曰く、最終的には赤ん坊になり最後は消えてしまうらしい。
中等部校長（ちゅうとうぶこうちょう）
煌びやかな着物に身を包んだ、推定年齢60歳以上の超美女。10月21日生まれ。天秤座。AB型。身長156cm。体重43kg。
蜜柑曰く「竜宮城の乙姫さま」。「花姫殿」と呼ばれる屋敷に住んでおり、「結界のアリス」で花姫殿と学園を守っている、静音曰く、「守り神のようなお方」。アリスに関しては当代随一の使い手らしい。Zの志貴雅近と血縁関係にある。かなりの女好きで、綺麗な女性を見ると涎を垂らして自分のものにしようとするほど。逆に男は大嫌い。しかし、ペルソナには嫌々ながらも協力している。通称姫宮さま、もしくは姫（ひい）様。かなりの変人。花園会の新年会に男（棗、流架、陽一）が来るため、「憂さ晴らしのための楽しいこと」の一環として、彼らを敢えて花姫殿の地下へ行かせた。最初は柚香を厄介者として疎ましく思っていたが、「不老長寿のアリス」のアリスストーンを入れてもらってからは、柚香を花姫として迎え入れ、厚い信頼を寄せるようになる。意識不明の重体だったが、現在は志貴に任務全権を委ねているので、体調は回復しつつある。
志貴雅近（しき まさちか）
元Zの一員。32歳→37歳。9月6日生まれ。乙女座。AB型。身長178cm。体重68kg。
柚香の相棒の青年。中等部校長の血縁者で、彼女に次ぐ強い「結界のアリス」と「特殊体質のアリス」を持つ。「特殊体質のアリス」はどのアリスとも相性が良いという特異体質の持ち主。中等部校長の後継者として周囲に認められていた。柚香の先輩で、3歳上。生徒会長だった。柚香と同様、鳴海先生と顔見知り。2人を手元に置きたい中等部校長の提案で、柚香との婚約の話が出たことがある（柚香が頑なに拒否したため、その話は流れた）。だが、志貴は柚香に好意を寄せており、何度断られても諦めず、想い続けている。中等部校長に似て、目的のためなら手段を選ばない性格。馨曰く「暗黒王子」。柚香が学園を脱走する際、自身と中等部校長のアリスストーンを渡した。卒業式後、柚香を捜すため、すべてを捨てて学園から姿を消した。「爆破のアリス、幻覚のアリス、瞬間移動のアリス」などの複数のアリスを柚香に入れられており、「結界のアリス」に至っては、中等部校長の結界を通り抜けらるほどの強さを持つ。中等部校長より、後継者に指名され、その代わりに初等部校長に4つの条件を提示。真っ向から対立し、出された条件を初等部校長が一時拒否した故に、蜜柑達を連れ学園を去ろうとするが、何も悪くない生徒達が危険な目に遭うのを嫌がった蜜柑が志貴を説得した。
初等部校長が蜜柑の引き渡しを断固拒否し、それ以外の志貴が出した条件は全て飲むという条件を出し、蜜柑がその条件を受け入れたことにより、蜜柑の引き渡し以外の条件は全て飲まれた。
現在、中等部校長代理として、職務についている。柚香と泉水の墓を、結界によって初等部校長から守っている。
初等部校長の管理下に置かれ、学園本部に軟禁されている蜜柑をよく訪ねている。
行平一巳高等部校長（ゆきひらかずみこうとうぶこうちょう）
軍服のような服装の男性。推定60歳前後。11月1日生まれ。蠍座。AB型。身長185cm。体重72kg。
泉水の兄で、蜜柑の伯父。「不老長寿のアリス」を持ち、写真などを見ただけでアリス保持者かどうかを見抜く目を持つため、10歳の時に入学して以来、外界から隔絶され、不自由な生活を強いられている。現在の姿は、アリスで若返っているらしい。風紀隊に捕まった蜜柑を五島聖総代表に助けさせるなどして蜜柑を守っている。泉水（蜜柑の実父）の兄で、親子ほど年が離れていたが、泉水からは慕われており、校長自身も彼を目に入れても痛くないほど大切に思っていた。泉水から「一兄」と呼ばれていた。泉水の写真をみて「無効化のアリス」を発見し、学園を変えて欲しいという理由で呼び寄せたが、泉水の死により、一時は自身の「能力者を見抜く力」を憎んだ。軍服は自身でセレクトしたらしい。性格は野田っち曰く「ユニーク」らしい。
初等部校長の管理下に置かれ、学園本部に軟禁されている蜜柑をよく訪ねている。蜜柑の勉強を見てくれている。
安積柚香（あづみ ゆか）
元Zの一員。享年30。7月14日生まれ。蟹座。O型。身長161cm。体重45kg。
蜜柑の実の母親。アリスを能力結晶石にして体内から取り出す「盗みのアリス」と、能力結晶石を体内に入れる、「入れるアリス」、「瞬間移動のアリス」の3つのアリスを持つ。特別能力系。学園で起こった「アリス紛失事件」の主犯格。
5歳の時に半ば親に売られるように学園に連れて来られた（当時はまだ「盗みのアリス」は発現されていない）。10歳の頃は脱走の常習犯だったが、当時副担任だった行平泉水のおかげで、脱走をやめ、家と呼べるのは学園だけと認識する。蜜柑とは違い、頭は良かった（だが、志貴曰く頭のレベルは泉水と似たようなものらしい）。小泉月とは元親友で、中等部1年の時に、クラスメイトにアリスを使おうとした月を止めようとして、初めて盗みのアリスを発現させ、初等部校長の監督下に置かれていた。その間、裏任務をさせられており、周囲からは「初等部校長の愛人」と噂され、嫌われていた。泉水に初等部校長の元から助け出され、馨の後押しで、中等部校長の庇護下に置かれる。花名は「柚子の君」。泉水に頼まれて、鳴海のパートナーになる。鳴海や志貴から好意を寄せられていた。アリスが原因で虐げられていた自分を救ってくれた、蜜柑の父親である行平泉水をその頃から愛していたが、彼はある日突然謎の死を遂げる。馨のアリスストーンで、久遠寺校長が泉水を罠に嵌めて殺した事実を知り、久遠寺校長の体内に、泉水とペルソナのアリスストーンを入れて副作用を起こさせた。その後、鳴海の制止を振り切り、高等部校長と神野の協力を得て、学園を脱出し、しばらくは結界のアリスストーンを頼りに、一人で身を隠していた。学園の追手から逃走の中、蜜柑と共に倒れてしまい、おじいさん（後の蜜柑の祖父）に救われ介抱される。蜜柑を守るため、そのおじいさんに蜜柑を託し、二度と会いに行かないと決意する。その後、志貴と合流し、初等部校長のクローンのアリスを盗む活動をしていた。馨の死後、志貴と共に「Z」に入った。
蜜柑達が「Z」を追ってアジトに潜入した時、こっそり特効薬を渡したり、最後の最後で蜜柑達を助けるために御原に深手を負わせたため、相棒の志貴と共に組織から追われる身となった。元々、自分達の行動が本当に正しいのか疑問に感じていた。子供好きで、初等部時の今井や櫻野を「チビちゃん」と呼び可愛がっていた。蜜柑を学園から連れ出すため、途中で大怪我を負った翼を連れて学園に侵入、中等部校長の助けもあり、高等部校長の下に身を寄せた。蜜柑達が過去にタイムトリップ中に、初等部校長達の襲撃に遭い、学園内を逃げ回っており、蜜柑の元に瞬間移動でアリスストーンを送った。このころから蜜柑と気持ちが通じ合えるようになり、後に蜜柑と無事再会。例の扉の前にたどり着き、扉を開けようとするも、扉が謎の大爆発を起こして致命傷を負い、棗が持っていた治癒のアリスストーンを蜜柑が入れて治そうとしたが、死亡する。死後、柚香の亡骸は泉水と共に埋葬され、その墓は志貴の結界によって守られている。
小泉月（こいずみ ルナ）
「吸魂のアリス」を持つ。30歳。4月4日生まれ。牡羊座。AB型。身長160cm→148cm。体重47kg→42kg。
通称「吸魂鬼」。学生時代の星階級はトリプル。蜜柑らが6年生になった春、転入生としてやってきたが、実際は初等部校長が蜜柑の監視のために送った監視役（学園暗部セクションの刺客）。アリスストーンの色は赤紫。蜜柑の母親・安積柚香と同い年だが、ガリバー飴で子供の姿になっている。柚香や棗の母を嫌っているような描写が多々見られており、転校した当初から蜜柑や棗に脅しのような言葉を発している。蜜柑に体育祭練習の日、脅迫し、棗に対して多々、脅しの言葉を放つ。後に初等部校長の部屋で蜜柑にアリスを盗まれた。
自身が初等部生の頃、アリスが原因で周囲から疎まれていたため初めて友達になってくれた柚香に執着していた。自身を初めて「特別」だと言ってくれた初等部校長を、心底敬愛し、執心している。中等部になっても、自分に対する態度を改めようとしないクラスメイト達にアリスを使おうとしたが、それを止めようとした柚香にアリスを盗まれた。事故のはずが、それが彼女らの関係の決壊を招いてしまう。
しかし、柚香の死を目の当たりにし、それまで絶大だった初校長への信頼が揺らぐ。本当は自ら人生を切り開いていく柚香をずっと羨ましく思っておりそれを上手く伝えられないだけだった。
逃走を図る蜜柑達を追い詰めるが、蜜柑の説得で遂に目が覚め初等部校長に自分のアリスをいれ、結果的には彼を止める。

### Z（ZERO）
毛利玲生（もうり れお）
声 - 鈴村健一
Zの一員。23歳→24歳。8月20日生まれ。獅子座。B型。身長170cm。公称体重55kg、推定体重57kg。
自分の声を聞かせることにより、相手の意思をコントロールしたり洗脳することが出来る「声フェロモンのアリス」を持つ。体質系。学園生時代は幹部（スペシャル）まで登りつめた。（アニメ）「魅惑のミラクルヴォイス」により世界中を魅了し、歌でも映画でもトップクラスの人気を誇るハリウッドスターだが、それはあくまで組織のボスの命令でこなしている副業に過ぎないらしい。キャラメル監督の「ライラニック」に出演したらしい。疲労で入院している棗を組織送りにするために誘拐したが、蜜柑とスミレの活躍により失敗に終わる。鳴海先生の後輩で、彼を「ナル先輩」と呼んでいる。柚香に何か思うところがある様子。アニメでは学生時代、鳴海も反アリス学園要員だったため、教師になった鳴海を、裏切られたと感じて憎んでいる。Zのボスが初校長にコントロールされてからは、Zの幹部から初校長暗殺のための切り札として学園に送り込まれた。ニューイヤーコンサートで初校長暗殺を試みるも失敗し、負傷した鳴海とZの幹部たちとともに学外に退避した。
御原（みはら）
Zの幹部。目で見た物を石化させる「石化（メドゥーサ）のアリス」を持つため、部下からは影で「メドゥーサ」と呼ばれている。翼曰く、このアリスは滅多に見かけないものらしい。危険能力系。眼鏡を掛けた白衣の男。アリスのパワーは強く、自らのアリスを他の物体（木や石など）に転移させられるほど。高圧的な態度が目立つ。また、相手をじわじわといたぶるのが好きなサディストでもある。部分的に石化させられた棗達を元に戻そうとした柚香に刺され負傷する。
紫堂（しどう）
声 - 高塚正也
Zの一員。元アリス学園の生徒で玲生と行動を共にする。アリスの効力を弱める「結界のアリス」を持つ。アニメでは紫堂に似た人物が「バランスのアリス」を持っていたが中等部の頃にアリスが無くなり、学園から追い出されたと言っている。

### その他のキャラクター
Mr.ベア
北の森の番人として生徒から恐れられている。7歳→13歳。12月25日生まれ。山羊座。ぬいぐるみなのに、なぜか凶暴かつ最強。作者によると、目のビーズを歪んで付けたためにこういう性格になったらしい。子供が大嫌いで、初対面で蜜柑をいきなりタコ殴りにした。だが唯一の弱点は水で、これは要の創ったぬいぐるみ全てに共通する。生みの親である要のことを誰よりも心配していて、陰から見守る優しさを持っている。基本的に要以外の人間には容赦がないが、要の親友である翼には逆らわない。また、木の枝で切れてしまった体（布）を縫ってもらってからは、蜜柑とも仲良くなった。そしてそのときの恩から、風紀隊に追われた蜜柑（達）の逃走の手助けをした。最終章では学園本部の迷宮棟で独りぼっちの蜜柑のそばに、「付き人兼世話係」としていた。また、学園から退学が決まった蜜柑と共にいることを願い、最終的には高等部校長が許可を出した。
要の創った他のぬいぐるみとは違い、言葉を話すことはできないようだ。
登場時には、「ロッキーのテーマ」を鍵盤ハーモニカアンサンブルにアレンジした「Mr.ベアのテーマ」が流れることが多い（サントラCDには未収録）。学園アリスの話を考えた当初、一番初めにできたキャラが蜜柑と、このベアらしい。ベアのモデルは作者の持っているお気に入りのテディベアとのこと。
ジャイアントピヨ
中等部で飼っている突然変異の巨大なヒヨコ。寝床は北の森。空腹になると暴れ出す。流架とは大の仲良しで、流架が出ている学園祭の劇を見に来るほど。セントラルタウンでは、ピヨを模した「ピヨまんじゅう」が売られている。流架はなぜか「ことりちゃん」と呼んでいる。
日向葵（ひゅうが あおい）
棗の妹。9歳。5月12日生まれ。牡牛座。B型。棗同様「炎のアリス」を持っていたが、現在は非アリス。明るく朗らかな可愛らしい美少女。自分でも可愛くてモテると思っているぶりっ子。棗とは反対に顔はどちらかといえば父親似。棗のぶっきらぼうな態度の裏にある優しさを誰よりも理解している。笑えない兄の代わりに、自分が常に笑うことで彼の周りを明るくしようとする、兄想いの優しい性格である。棗を通じて知り合ったルーちゃん（流架）とすぐに親しくなるなど人懐っこくもある。平穏に過ごしていたが、「日向兄妹の能力の強さを見極める」という初等部校長の命令を受けたペルソナが仕向けた試作段階の「アリス（能力）増幅剤」（石（ストーン）タイプ）のためにアリスが暴走、町を全焼させてしまう。その暴走の副作用で視力と記憶の一部、そしてそれがきっかけでアリスを失ってしまい、棗のことも忘れてしまう。花姫殿の地下（かつてペルソナが幽閉されていた部屋）で生活し、ペルソナを「仮面の君」と呼び、何か役に立てることはないかと気にかける健気な一面も。蜜柑と意気投合し友達になる。「花園会編」解決後、学園の附属病院に入院。治療の末、視力と記憶を取り戻し、父親の元に帰ることができた。学園に軟禁されていた頃は、「雪葵」と呼ばれていた。
五十嵐馨（いがらし かおる）
棗と葵の母親。享年24。2月11日生まれ。水瓶座。B型。身長169cm。体重50kg。
「記憶操作のアリス」。特別能力系。アリスの形は寿命を縮めるアリス。これが棗に遺伝。学生時代の星階級はトリプル。アリスストーンの色は赤。花名は「紅薔薇の君」。柚香より5歳年上。童貞好きで、しばしば行平に怒られている。棗にそっくりの切れ長の眼をしており、棗と同じく「S」かつ変態で、姉御肌な性格。柚香の「盗みのアリス」のもう1つの能力に気付き、強制的に開花させた。柚香の無二の親友となり、彼女が学園を出た後も、ただ一人危険を顧みずに助け、陰ながら支え続けた。優秀なアリスの使い手で、在学時は行平高等部校長の元、隠密活動をし、卒業後は、ジャーナリストとして活動していた。卒業式にて、柚香が無事卒業し、元気な姿で会うことを約束し合う。その際、久遠寺校長が柚香との「結婚」を画策していると知り、行平校長に報告し、助けて欲しいと頼んだ。半年以上消息不明な柚香のことを心から心配していた。その後、助けを求めてきた柚香を受け入れ、彼女の出産を手伝った。志貴を通じて柚香に陰ながら情報提供し続けていた。棗の幼い頃、夫とともに学園の体制を変える運動をしている最中、車のブレーキに細工され、事故に見せかけて殺害された。
日向兄妹の父親
学園卒業生。名前は不明。父親は「炎のアリス」。しがない学園の一生徒だったのだが、ある日電車で痴漢にあっていたのを五十嵐馨に助け出され、それをきっかけに交際が始まる。
ペンギー
イタリアのおじさんのために蛍が作ったロボット。蛍を恋しがり夜泣きがひどかったため返品された。用意していた食料を全て食べ尽くしたことから、食いしん坊だということが分かる。蜜柑と気が合い、大の仲良し（何かと蜜柑に似ている）。夏生まれ。1歳。漫画の8巻では、蜜柑達を救うために自分から身を投げた。ペンギーの好きな人は蛍、蜜柑、流架。やや好きな人は委員長、翼、野乃子、アンナ。嫌いな人は棗、スミレ。
甘夏（あまなつ）
声 - 植田佳奈
アニメオリジナルキャラ。蛍が製作した蜜柑そっくりのロボット。劇中では、蛍が学園に来て初めて作ったロボットとされている。蛍を「蛍様」と呼んで慕う。言動・行動が蜜柑と瓜二つで、蜜柑同様世話を焼きたがるがドジを踏みやすい。蛍は、蜜柑のように笑顔と優しさで周りの人間を幸せにできるロボットを作ろうと考えており、そのプロトタイプとして作られた。アニメ最終回では、蛍がフランスの研究員の前で発表することになり、フランス語を覚えた。
ブタ（ヒグ）
漫画に度々出て来るブタ（厳密に言えばブタの覆面をした人間）。正体は作者の樋口 橘でエキストラではれっきとした格上だとか。蜜柑のクラスメイトとして登場。その他にも煙の模様に紛れ込んでいたりしている。また、「ルカをアグレッシブに愛でる会」の会員でもある。漫画の1巻 - 7巻までで76回登場している。10巻では、花名「橘の君」として登場している。アニメにも登場している。

## 用語
アリス
特殊な能力（天賦の才能）およびその能力を持つ人間の総称で、この作品の主軸。様々な種類があり、大衆の役に立つものから一発芸のようなものまである。生まれ持った天賦の才能であり、望んだものが手に入るというわけではないので、自分のアリスを嫌っている者も少なくない。子供がアリスと判明すると、アリス学園からの勧誘や拉致しようとする人間から逃げ回らなければならないことが多いため、快く思わない親が多い。
アリスの入手
大きく分けて4つのタイプが確認されている。明確な呼び方はないが、この項では便宜上以下のように記述する。
先天性Aタイプ
遺伝タイプ。家族もしくは一族にアリスがいる。能力の系統が似る場合が多い。（例：日向棗、佐倉蜜柑）
先天性Bタイプ
非遺伝タイプ。家族にもしくは一族にアリスがいない。（例：乃木流架）
後天性Aタイプ
能力結晶石（アリスストーン）や道具、薬による副作用。（例：聖陽一）
後天性Bタイプ
大人になってから発動。それまでは見ぬく力をもってしても発見できない。（例：行平泉水）
アリスの寿命
大きく分けて4つのタイプに分類される。また、同じタイプでも人によって使える量には差異がある。
子供の時にしかアリスが使えないタイプ
元々、能力が弱かったり不安定な者に多い。使えなくなった時点で退学となる。（例：星野保志雄）
小出しにしか使えない代わりにアリスの寿命が長いタイプ
卒業後にアリスで活躍している者や学園の教師などの存在から他の3種類より比較的多いと思われる。（例：野田先生）
爆発的に使うことができるがアリスの寿命が短いタイプ（例：日向葵、佐倉蜜柑）
アリスに底がない代わりに、使うたびに使用者の生命に影響を及ぼす。滅多にいないタイプ（例：園生要、日向棗、五十嵐馨）。
アリスの分類
大きく分けて4つのクラスと、その中から能力次第では特別な1つのクラスに振り分けられる。
週に何度か学年混合の能力別合同授業が行われる。
技術系
学園祭での人気が高く、セントラルタウンでの仕事が多いクラス。物を作る際に発動する能力が多いため、クラスの雰囲気はオタク気質が強い。
発明、魂を吹き込む、描いた絵を動かす、感情や行動を左右する音楽や料理、薬を制作する能力など。
体質系
将来は役者や歌手などのスポットライトを浴びる仕事に就くことが多いクラス。魅せることができる能力が多いため、クラスの雰囲気は明るく活発。
身体能力の上昇、フェロモン、顔や体を粘土のように作り変えるなど。一見すると潜在能力系に見えるが、陽一は本来はこのクラス。
潜在能力系
いわゆる、超能力と呼ばれるものの大半がこのクラス。オーソドックスな能力が多いため、クラスの雰囲気も普通。
透視、予知、幻覚、読心、浮遊、物質を操る能力など。棗やのばらも本来はこのクラス。
特殊能力系
上記3クラスに分類されない珍しい能力が多いが役立つ能力が少ないため馬鹿にされることも多いクラス。少人数のため、クラスの雰囲気は非常に親密で賑やか。
変人と呼ばれるが、翼曰く「この学園での変人は外の世界ではマトモ」
無効化、増幅、ドッペルゲンガー、タイムトリップなど。
危険能力系
上記4クラスの中で特に高い攻撃性や危険性を秘めている能力を集めたクラス。外の仕事を行うために集められたため、授業内容などは不明。
アニメでは少し前まで（少なくとも玲生が生徒だった3年前まで）は能力が高い者はクラスを問わず駆り出されていたため、このクラスは存在しなかった。
アリスの階級
学生のみに与えられる『星階級』のこと。能力や生活態度によって決まり、階級により小遣いや日常生活に影響が出る。
基本的には『目に見える成績』なので、実際の能力より生活態度等の努力値が重視される傾向にあり、蜜柑や翼のように学園に嫌われてしまえば低階級や没収も有り得る。
以下、階級別の報酬。アニメでは円ではなくR（ラビット/1R=100円）表記。
ナッシング（星0）
能力が不安定な幼年生か余程の劣等生。神野の一件で蜜柑はしばらくの間この階級だった。
小遣いは500円。お年玉は不明。食事はごはんに海苔。幼年生の部屋は大部屋、蜜柑の入った部屋はボロボロの屋根裏。
シングル（星1）
初等部卒業（見込み含む）程度。
小遣いは3000円。お年玉は6000円。食事は一品料理に惣菜と一般的な給食のようである。
ダブル（星2）
中等部卒業（見込含む）程度。初等部で作中に明言されているのはスミレのみ。
小遣いは5000円。お年玉は15000円。
トリプル（星3）
高等部卒業（見込含む）程度。幹部候補生。志望すればプリンシパルに加入できる可能性がある。初等部では蛍・委員長・流架の3名のみ。
小遣いは10000円。お年玉は30000円。
スペシャル（幹部生）
能力は桁違いだが、全員が危険能力に達するわけではない。無条件でプリンシパルの一員となる。
小遣いは30000円。お年玉は60000円。
アリス学園
アリスを持つ子供を保護・教育する、エスカレータ式の全寮制学校。初・中・高（年数は高専同様）の3つの学部のみだが、幼年生の保護も行なっている。ただし31巻に高等部の後に専科と書いてあることから多少の矛盾が生じる。なお、31巻の記載だと、高等部は3年制で、その後3年が専科。
アリスは翼や美咲のようにわかりやすい物から、蜜柑や殿のようにわかりにくい物まで多種多様であり、また能力が現れる時期も人によって異なるため、入学時期はバラバラであるが、一番早くて3歳からの入学となる。学園の卒業生同士で結婚する割合が全体の70%だという。国や大手企業から援助を受けており、かなり広い敷地を持つ。一度入学すると卒業するまでは外に出るどころか両親との面会もままならない。外部との唯一の連絡手段は手紙である。
表向きは成長期でアリスがうまく制御できない子供の保護を目的にしているが、一方で棗のように公にできない仕事も行なっている。
家族にも会わせない、小さな子供に危険な仕事をさせていることなどから、外部はもちろん内部からの反発も少なくない。
星階級制度を設けている。幹部生（スペシャル）・星3つ（トリプル）・星2つ（ダブル）・星1つ（シングル）・星なしに分けられ、日頃の生活やお小遣いなどに影響する。
花園会
中等部校長の屋敷『花姫殿』で開催される美少女サロン。茶会のほか、季節ごとに大掛かりな催しを行なっている。
選ばれた女生徒は『花姫』と呼ばれ『花名』を与えられる。
中等部校長が男性嫌いのため、原則として男子禁制だが、特例としてペルソナと志貴が出入りしている。棗、流架、陽一が招かれたことも。
主に中等部以上が対象なのだが、初等部の蛍が候補に選ばれて、新年会に招かれた。着物の着用が基本であり、招かれる女生徒には豪華な着物がプレゼントされる。
抽選方法は校長から選ばれて招待状が送られる場合と、抽選玉を見つけた一般の女生徒を招待する場合がある。抽選玉は校長の気まぐれで隠される。
ZERO
アリス学園に敵対する反体制組織。通称「Z」。アリス学園に利用されたと感じている卒業生が、アリス学園に報復するために結成・組織化している。しかし柚香のように抜け出す者もいるため、一枚岩というわけではない。アリスを持つ人間の解放を謳いつつも、棗らを誘拐・洗脳したり売り飛ばそうとしていることから、アリスを持つ人間の味方というわけでもないらしい。ボスの正体は、初等部校長のクローンの子供。
風紀隊
新生徒会長（五島聖）により発表された。学園側にとって良からぬ態度や反抗的に見える生徒を取り締まる。この者たちに取り締まられると、内申の減点や罰則が課せられる。生徒を煽動するような行為や企みは、見つかれば未遂でも重大な処罰がある。学園中をこの風紀隊が見張る。テロ犯から悪戯を受けている。現在、蜜柑達を追走中。風紀隊の中には、月の吸魂のアリスにより操られている者も多数いるらしい。
アリスストーン（能力結晶石）
アリスの一部を封じ込めた石。能力が安定した者にしか作れない。出来た石はアリスもしくは個人の性格を反映した色になり、使うたびに色が薄く、小さくなっていく。また、中等部校長の例から盗みのアリスで石を体内に入れると石の時よりも能力を使いやすいようである。
異性でアリスストーンを交換すると付き合っていることの証になる、という昔からの恋の慣わしがあるらしい。闇アリスストーンにて蜜柑と棗は交換している。
アリス狩り
学園での事件から5年後。国内にいるアリス能力者及び元アリス能力者及びアリス能力者の多く出た血筋の一般人を狙った海外組織による誘拐事件。その中でも高校長の姪であり希少なアリスを持つ柚香と泉水の子である蜜柑は一番に狙われている。
準アリス
就学生年齢である元アリス能力者でアリス狩りから身を守るために新たに設けられたもの。

## 書誌情報
『花とゆめ』（白泉社）で、2002年19号から2013年14号まで連載された。2005年3月18日に公式ファンブック、2007年5月18日にイラストファンブック、2011年9月20日に公式ファンブック2弾、2011年10月20日に絵本『ベアといっしょにあいうえお』、2013年7月19日にイラストファンブック2弾が発売されている。『学園アリス』のイラストを東日本大震災チャリティ同人誌「pray for Japan」に発表した事がある。

### コミックス
| 巻数 | 発売日         | ISBN              |
| ---- | -------------- | ----------------- |
| 1    | 2003年2月19日  | 4-592-17245-0     |
| 2    | 2003年7月18日  | 4-592-17246-9     |
| 3    | 2003年11月19日 | 4-592-17247-7     |
| 4    | 2004年3月19日  | 4-592-18091-7     |
| 5    | 2004年7月16日  | 4-592-18092-5     |
| 6    | 2004年11月19日 | 4-592-18093-3     |
| 7    | 2005年3月18日  | 4-592-18094-1     |
| 8    | 2005年8月19日  | 4-592-18095-X     |
| 9    | 2005年12月16日 | 4-592-18096-8     |
| 10   | 2006年4月19日  | 4-592-18097-6     |
| 11   | 2006年9月19日  | 4-592-18098-4     |
| 12   | 2006年12月18日 | 4-592-18099-2     |
| 13   | 2007年5月18日  | 978-4-592-18100-2 |
| 14   | 2007年9月19日  | 978-4-592-18520-8 |
| 15   | 2008年3月19日  | 978-4-592-18521-5 |
| 16   | 2008年7月17日  | 978-4-592-18522-2 |
| 17   | 2008年12月19日 | 978-4-592-18523-9 |
| 18   | 2009年3月19日  | 978-4-592-18524-6 |
| 19   | 2009年7月17日  | 978-4-592-18525-3 |
| 20   | 2009年11月19日 | 978-4-592-18526-0 |
| 21   | 2010年4月19日  | 978-4-592-18527-7 |
| 22   | 2010年8月19日  | 978-4-592-18528-4 |
| 23   | 2010年12月17日 | 978-4-592-18529-1 |
| 24   | 2011年5月19日  | 978-4-592-18530-7 |
| 25   | 2011年9月20日  | 978-4-592-19233-6 |
| 26   | 2012年2月20日  | 978-4-592-19426-2 |
| 27   | 2012年6月20日  | 978-4-592-19427-9 |
| 28   | 2012年11月20日 | 978-4-592-19428-6 |
| 29   | 2013年3月19日  | 978-4-592-19429-3 |
| 30   | 2013年8月20日  | 978-4-592-19430-9 |
| 31   | 2013年9月20日  | 978-4-592-19471-2 |

### ファンブック
- 『学園アリス 7.5 公式ファンブック』2005年3月18日発売、ISBN 4-592-18887-X
- 『学園アリス 25.5 公式ファンブック』2011年9月20日発売、ISBN 978-4-592-19826-0
- 『イラストファンブック』2007年5月18日発売、ISBN 978-4-592-18015-9
- 『イラストファンブック─卒業─』2013年7月19日発売、ISBN 978-4-592-19747-8

### 絵本
- 『ベアといっしょにあいうえお』2011年10月20日発売、ISBN 978-4-592-73266-2

## テレビアニメ
- 漫画5巻までのストーリーに相当するが、第23話以降はアニメオリジナルである。
- 2004年10月30日 - 2005年5月14日に、NHK-BS2の衛星アニメ劇場第1枠で全26話が放送された。（本放送）。
  - 2005年11月26日 - 2006年6月10日に、本放送と同じ枠で再放送された。
  - 2006年8月10日 - 2007年2月8日に、NHK教育テレビで放送された。
  - 2006年の夏休みに、キッズステーションで1日に2話ずつ毎日放送された。
  - 2006年8月10日 - 2007年2月8日に、NHK教育テレビで放送された。
  - 2007年3月1日より、キッズステーションにて放送。
  - 2009年1月9日より、TOKYO MXにて放送（通常なら半年で終了するが、スポーツ中継による放送休止が多く、第26話の放送は11月20日であった。9月の放送は無し）。
- アニメイトTVでwebドラマとして配信された。全3話（1話につき3TRACK）。
  - 第1話「ラブ☆ポーション注意報」
  - 第2話「物忘れ☆マシ〜ン」
  - 第3話「チョコレート☆ホリック」
  - 各話共、CD化されてアニプレックスより発売中。
  - 『花とゆめ』2006年第2号付録（各話TRACK1のみ）。

また、ディズニー・チャンネルでも放送された。

### スタッフ
- 原作 - 樋口橘（白泉社「花とゆめ」連載）
- 監督 - 大森貴弘
- シリーズ構成 - 横山雅志
- キャラクターデザイン・総作画監督 - 伊藤良明
- 小物デザイン・ 小物設定 - 石倉敬一
- 背景 - GREEN
- 美術監督 - 菱沼由典（GREEN）
- 色彩設計 - 海鋒重信
- 撮影監督 - 関谷能弘（ティーズ・ラボ）
- 編集 - 岡祐司
- ビデオ編集 - 三友VTC
- 音響監督 - 岩浪美和
- 音響制作 - 神南スタジオ
- 音響効果 - 浦畑将
- 音響調整 - 山口貴之、川口珠代
- 制作担当 - 阿部秀平
- 音楽 - 吉森信
- 音楽制作　アニプレックス
- 企画 - 関孝夫（総合ビジョン）、角南攻（白泉社）、勝股英夫（アニプレックス）、榎善教（エノキフイルム）、田代敦巳（グループ・タック）、中坪知幸（グループ・タック）※各々の所属社名（　　　）はノン・クレジット
- 企画協力 - 白泉社
- アシスタントプロデューサー - 横山朱子（アニプレックス）
- プロデューサー - 近藤栄三（総合ビジョン）、岩上敦宏（アニプレックス）、佐久間崇（白泉社）、須賀信行（グループ・タック）
- 作画協力 - SHAFT
- アニメーション制作 - グループ・タック
- 制作 - 総合ビジョン
- 製作 - 「学園アリス」製作委員会（白泉社・アニプレックス・総合ビジョン）

### 主題歌
オープニングテーマ「ピカピカの太陽」
作詞 - 東川遥 / 作曲・編曲 - 吉森信 / 歌 - 佐倉蜜柑（植田佳奈）
- 第1話 - 第3話のチアダンスのシーンで、蜜柑のダンスと後ろの人のダンスがずれている。25話はオープニングなし。

エンディングテーマ「幸せの虹」
作詞 - 東川遥 / 作曲・編曲 - 吉森信 / 歌 - 佐倉蜜柑&今井蛍（植田佳奈&釘宮理恵）
挿入歌
「LAZY LOVE GUILTY LOVE」（第13話）
作詞 - 東川遥 / 作曲・編曲 - 吉森信 / 歌 - 毛利玲生（鈴村健一）
- アリス祭前夜祭、毛利玲生ライブのシーンで流された。

「Venus」（第25話）
作詞 - 東川遥 / 作曲・編曲 - 吉森信 / 歌 - 毛利玲生（鈴村健一）

### 各話リスト
| 話数 | サブタイトル                  | 脚本              | 絵コンテ                  | 演出                                        | 作画監督                                       | 放送日          |
| ---- | ----------------------------- | ----------------- | ------------------------- | ------------------------------------------- | ---------------------------------------------- | --------------- |
| 1    | 学校がなくなっちゃう☆         | 横山雅志          | 大森貴弘                  | 境橋渡                                      | 飯飼一幸、吉本拓二 藤原未来夫                  | 2004年 10月30日 |
| 2    | ようこそ☆アリス学園へ         | 横山雅志          | 中村賢太朗                | 加藤顕                                      | 土橋昭人、水川弘理                             | 11月6日         |
| 3    | アリスなんかに負けてたまるか☆ | 横山雅志          | 谷田部勝義                | 谷田部勝義                                  | 吉本拓二、飯飼一幸 土橋昭人、藤原未来夫        | 11月13日        |
| 4    | これがウチのアリス☆           | 島田満            | ワタナベシンイチ          | ワタナベシンイチ                            | 服部憲知、石川雅一                             | 11月20日        |
| 5    | 星階級はシビアやなぁ☆         | 花田十輝          | 榎本守                    | 榎本守                                      | 武内啓、土橋昭人 水川弘理、吉本拓二            | 11月27日        |
| 6    | うちはみそっかす系☆?          | 島田満            | 青木雄三                  | みくりや恭輔                                | 桜井木の実                                     | 12月4日         |
| 7    | 負けへん☆アリスドッジ         | 花田十輝          | 中村賢太朗                | 岡崎幸男                                    | 土橋昭人、水川弘理                             | 12月11日        |
| 8    | じーちゃんに会いたい☆         | 横山雅志          | ユキヒロマツシタ          | 境橋渡                                      | 大河原晴男                                     | 12月18日        |
| 9    | 大好き☆蛍様                   | 花田十輝          | 加藤顕、大森貴弘 吉本拓二 | 開祐二                                      | 武内啓、土橋昭人 水川弘理                      | 2005年 1月8日   |
| 10   | うきうき☆セントラルタウン     | 島田満            | ワタナベシンイチ          | ワタナベシンイチ                            | 服部憲知、石川雅一                             | 1月15日         |
| 11   | ただいまアリス☆特訓中         | 横山雅志          | ユキヒロマツシタ          | タムラコータロー                            | 吉本拓二                                       | 1月22日         |
| 12   | 学園祭がやってくる☆           | 花田十輝          | 榎本守                    | 榎本守                                      | 土橋昭人、水川弘理                             | 1月29日         |
| 13   | トップ☆スターを追いかけろ     | 花田十輝          | 高田淳                    | 高田淳                                      | 清水博幸、大河原晴男                           | 2月5日          |
| 14   | 棗を取り戻せ☆                 | 横山雅志          | 谷田部勝義                | 谷田部勝義                                  | 桜井木の実、服部憲知                           | 2月12日         |
| 15   | 学園へ帰ろう☆                 | 横山雅志          | ユキヒロマツシタ          | 橋本敏一                                    | 山本勝也、若山佳治 木場田実                    | 2月19日         |
| 16   | 迷路で勝負☆魔法のランプ       | 島田満            | 大畑清隆                  | 大畑清隆                                    | 吉本拓二、清水博幸 林桂子                      | 2月26日         |
| 17   | 蛍のひみつ☆                   | 島田満            | 若林厚史                  | 境橋渡                                      | 土橋昭人、水川弘理                             | 3月5日          |
| 18   | 暗闇で☆ふたりきり             | 島田満            | ワタナベシンイチ          | ワタナベシンイチ                            | 菅井嘉浩、梨田拓                               | 3月12日         |
| 19   | 開演☆眠れる森の白雪姫         | 花田十輝          | うえだひでひと            | 榎本守                                      | 島田ひであき、土橋昭人 水川弘理                | 3月19日         |
| 20   | ラストダンスは誰と☆           | 花田十輝          | ユキヒロマツシタ          | 千葉大輔                                    | 吉本拓二、阿部弘樹                             | 3月26日         |
| 21   | 目指せ☆優等生賞               | 島田満            | うえだひでひと            | 岡崎幸男                                    | 武内啓、山本勝也                               | 4月2日          |
| 22   | ベアと王子様☆                 | 島田満            | 松本淳                    | 松本淳                                      | 三井寿                                         | 4月9日          |
| 23   | サーカス☆がやって来た         | 横山雅志          | ユキヒロマツシタ          | 榎木守 岡崎幸男                             | 土橋昭人、水川弘理 服部憲知                    | 4月16日         |
| 24   | 鳴海先生の嘘つき☆             | 横山雅志          | 境橋渡                    | 津田義三                                    | 増田三郎、福島豊明                             | 4月23日         |
| 25   | 学園を取り戻せ☆               | 横山雅志 大森貴弘 | 大森貴弘                  | 岡崎幸男                                    | 土橋昭人、水川弘理 武内啓、清水博幸 服部憲知   | 5月7日          |
| 26   | 友情は☆エンドレス             | 花田十輝          | うえだひでひと            | 大森貴弘、タムラコータロー 榎本守、岡崎幸男 | 吉本拓二、清水博幸 服部憲知、土橋昭人 水川弘理 | 5月14日         |

- 本放送では第24話と第25話の間に「総集編☆もう一度会いたい」が放送された。

## ゲーム
- 『学園アリス〜ドキドキ☆不思議たいけん』 （ゲームボーイアドバンス用ソフト）
  - 2004年11月18日発売。主に原作版の絵である。アリス祭はあったが、新年会は無かった。2006年11月2日には価格を下げた『お買い得版』が発売されている。ゲームに登場するミニゲームのほとんどは『絶体絶命でんぢゃらすじーさん 〜史上最強の土下座〜』の使いまわしである。
- 『学園アリス〜きらきら★メモリーキッス』 （PlayStation 2用ソフト）
  - 2006年6月22日発売。主にアニメ版の絵である。『ドキドキ☆不思議たいけん』と違い、主人公（プレイヤー）は未来から来た少女という設定である。
- 『学園アリス〜わくわく ハッピー★フレンズ』 （ニンテンドーDS用ソフト）
  - 2007年4月19日発売。主に原作版の絵である。「アリス学園がなくなる」という噂が立つ。それを阻止するため、ぶた貯金箱にお金を貯めてゆくことになる。貯める方法は森などで集めるアイテムを合成して、またアイテムを作り、オークションに出品すること。合成してできるアイテムは全て蛍特製。原作に出てくるケチャップ弾、ピグラー3号、ペンギーバッジなどを作れる。その他にも飽きることなくたくさんのアイテムを作れる。くりご飯大会などGBA用ソフトの『ドキドキ☆不思議たいけん』ではなかったイベントがある（しかし、やはり新年会は無い）。

※ いずれも発売元はキッズステーション。かつて全てのゲームの公式サイトが存在し、攻略情報のほかオリジナル壁紙の配布もなされていたが、2009年3月頃に削除された。

### その他
『ドラマ＆ビジュアルCD』※『花とゆめ』2007年9号付録
- TRACK1 『V・B・ローズ』
- TRACK2 『幸福喫茶3丁目』
- TRACK3 『S・A』
- ビジュアルエクストラ 『学園アリス』（ニンテンドーDS）用デモンストレーション

## 韓国版における名前
- テレビアニメは、韓国では「학원 앨리스」（ハグォン・エリス）として2006年1月にトゥーニバースで放送され、後に再放送もされた。
  - オープニングやエンディングの曲は、日本版の佐倉蜜柑や今井蛍と同じ役を演じる声優により韓国語で歌われており、歌詞の内容も日本語版と似通っている。ただし、劇中に登場する日本語を全てハングルに直し、キャラクターの名前も韓国名に変えていることから、舞台は韓国に変更されているものと見られる（もっとも、日本製アニメに対する同様の改変は、欧米圏やアラブ諸国、東南アジア等においても以前から行われてきたことである)。
- 登場人物の名前は、次のように変更されている。

| 日本版         | 韓国版        | カナ転写                        |
| -------------- | ------------- | ------------------------------- |
| 佐倉蜜柑       | 강민지        | カン・ミンジ                    |
| 今井蛍         | 양은교        | ヤン・ウンギョ                  |
| 日向棗         | 차시혁        | チャ・シヒョク                  |
| 乃木流架       | 이선우        | イ・ソヌ                        |
| 飛田裕         | 정환희        | チョン・ファンフィ              |
| 正田スミレ     | 오수미        | オ・スミ                        |
| 鳴海先生       | 진유하 선생님 | チン・ユハ先生                  |
| 岬先生         | 최봉진 선생님 | チョェ・ボンジン先生            |
| 山田瀬里奈先生 | 정세리 선생님 | チョン・セリ先生                |
| 神野先生       | 진노 선생님   | チンノ先生                      |
| 野田先生       | 신찬호 선생님 | シン・チャンホ先生              |
| 小笠原野乃子   | 신성희        | シン・ソンヒ                    |
| 梅ノ宮アンナ   | 노안나        | ノ・アンナ                      |
| 安藤翼         | 정우진        | チョン・ウジン                  |
| 原田美咲       | 윤미선        | ユン・ミソン                    |
| 心読み君       | 마음읽는아이  | マウミンヌンナイ （心を読む子） |
| 音無由良       | 예지          | イェジ（予知）                  |
| 聖陽一         | 민호영        | ミン・ホヨン                    |
| 毛利玲生       | 레오          | レオ                            |
| ペルソナ       | 페르소나      | （ほぼ同じ）                    |
| 今井昴         | 양은우        | ヤン・ウヌ                      |
| ミスターベア   | 미스터 베어   | （ほぼ同じ）                    |
| 甘夏           | 밍밍          | ミンミン                        |

- なお、韓国で発売されているコミック版では、日本名がそのまま使われている。コミック版のタイトルは「퍼니퍼니 학원 앨리스（funny funny 学園アリス）」。funnyの部分は現地においてはパニーに近い発音となる。